# سیندی واکر
سیندی واکر (انگلیسی: Cindy Walker؛ ۲۰ ژوئیه ۱۹۱۸ – ۲۳ مارس ۲۰۰۶) موسیقی‌دان، ترانه‌سرا، خواننده و رقصندهٔ سبک کانتری اهل ایالات متحده آمریکا بود. او هنرمندی پرکار بود و در طول پنج دهه فعالیت دست‌کم ده اثر پرطرفدار (Hit) از خود برجای گذاشت.
در سال ۱۹۹۷ نامش به موزه و تالار مفاخر موسیقی کانتری وارد شد.